# ماثيو غافين فرانك
ماثيو غافين فرانك (بالإنجليزية: Matthew Gavin Frank)‏ هو كاتب أمريكي، ولد في 25 نوفمبر 1976 في شيكاغو في الولايات المتحدة.